# Dragoslav Milovanovitch
 (juillet 2010).
Si vous disposez d'ouvrages ou d'articles de référence ou si vous connaissez des sites web de qualité traitant du thème abordé ici, merci de compléter l'article en donnant les références utiles à sa vérifiabilité et en les liant à la section « Notes et références ».
Dragoslav Milovanovitch (en serbe cyrillique Драгослав Миловановић) est un médecin et résistant serbe, né le 14 avril 1897 à Pranjani, dans la région serbe de Šumadija, et décédé le 23 septembre 1941. 

## Biographie
Dernier d'une famille de cinq enfants, il fait ses études au lycée de Čačak.
En 1915, devant l'avancée des troupes autrichiennes et les exactions qu'elles commettent, le roi Pierre Ier de Serbie décide d'évacuer les survivants vers Salonique pour ceux en âge de combattre et en France pour les autres.
Dragoslav, 17 ans à l'époque, est donc évacué vers la France et doit traverser l'Albanie à pied dans des conditions inhumaines : c'est la sanglante retraite d'Albanie, le Golgotha serbe. Après cette retraite, son frère aîné Milivoje se bat sur le front de Salonique avec le restant des troupes serbes.
Dragoslav embarque à Saint-Jean de Medua sur la côte albanaise sur un bâtiment italien basé à Brindisi qui est coulé. Ses occupants sont transférés sur un bâtiment français venu à leur secours et débarqués à Bizerte. Après une « quarantaine », ils sont de nouveau transférés en Corse où ils reprennent des forces puis sont débarqués à Nice. En tout, plus de 3 000 élèves et étudiants serbes sont accueillis dans plusieurs villes de France durant le conflit.
Jusqu'en 1916, les jeunes Serbes reprennent des études et Dragoslav passe son baccalauréat en 1917, toujours à Nice. Puis, après un bref passage à Saint-Marcellin, en Isère, il choisit la médecine bien que ses prédispositions aient été littéraires.
Il choisit au hasard Besançon, probablement en référence à l'œuvre de Stendhal Le Rouge et le noir.
Pendant ses études de médecine financées en partie par une bourse du roi Pierre Ier de Serbie, il fait la connaissance d'un jeune condisciple qui l'introduit dans une famille française, les Chatel. Les Serbes jouissent d'une grande popularité dans l'opinion française étant donné leur bravoure et leur malheur pendant la Première Guerre mondiale (voir La Première Guerre mondiale en Serbie). Il fait la connaissance de Léontine Chatel, qui est alors déjà fiancée avec le directeur départemental des postes du département du Doubs. Il l'épouse le 22 septembre 1922 à Jallerange dans le Doubs et ce mariage est béni par l'oncle de la jeune mariée. Dès la fin de la guerre, il reste en contact avec sa famille serbe par le biais d'une correspondance régulière et d'un voyage pour obtenir ses papiers d'état civil. Lors de son voyage, il s'arrête à Vienne en Autriche où il a pu constater la détresse des Autrichiens après le démantèlement de leur pays en voyant les Viennois vendre sur les trottoirs les objets de leur vie quotidienne pour des millions de couronnes autrichiennes.
Sa femme est obligée de perdre la nationalité française pour acquérir celle de son mari. Il lui sera tenu compte de cette obligation en 1945 pour recouvrer à sa demande la nationalité française.
Après la naissance de sa fille Angèle le 10 janvier 1924, il finit ses études de médecine à la faculté de Nancy, celle de Besançon n'étant pas habilitée à délivrer un doctorat. Il l'obtient le 12 juin 1926.
Malgré ses diplômes obtenus en France, il n'a pu exercer qu'en tant que médecin des travailleurs étrangers dans un camp près de Toul. Voyant que la loi française ne change pas, il se résout à rentrer dans son pays après la naissance de son deuxième enfant Jean le 14 avril 1927.
En février 1928, il rentre donc en Yougoslavie en train avec sa femme, ses deux enfants et sa belle-mère. Il s'installe à Čačak en tant que médecin libéral et de la commune.
Grand patriote et ami de la France, président de l'Alliance française de Čačak, il accueille tous les anciens combattants français revenant sur les lieux de leurs combats. En 1937, il obtient un poste de médecin de l'hôpital des mines de Bor dans l'est de la Serbie.
La guerre éclate en septembre 1939 entre la France et l'Allemagne après l'invasion de la Pologne. Pendant la « drôle de guerre », Dragoslav rencontre souvent les représentants de la France à Belgrade pour activer la propagande pro-alliée (notamment par la distribution de tracts) et accomplit des actions concrètes, allant par exemple compter les péniches allemandes transportant sur le Danube le pétrole roumain vers l'Allemagne ou refusant ostensiblement tout achat de matériel allemand pour son cabinet. Sentant que les Balkans vont être soumis prochainement à la pression allemande, et estimant que la France était un pays plus sûr pour sa famille, il y envoie sa femme, ses enfants et sa belle-mère en avril 1940, un mois avant l'invasion de la France. La Yougoslavie reste neutre mais il est coupé de sa famille qui s'est réfugiée dans le sud de la France. À l'automne 1940, il obtient par le nonce apostolique de Belgrade un visa pour sa femme et ses deux enfants, citoyens yougoslaves à l'époque, pour qu'ils puissent traverser l'Italie mussolinienne, en guerre depuis 1940. Sa famille rentre par la Suisse à Bor, la Yougoslavie étant toujours neutre, malgré les très fortes pressions de l'Axe qui voulait avoir libre champ dans les Balkans pour pouvoir aider les Italiens en butte à la Résistance grecque.
Le gouvernement yougoslave s'allie à l'Axe le 25 mars 1941 et accepte de facto ses exigences, mais l'armée et l'opinion outrées chassent le gouvernement le 27 mars 1941 et mettent sur le trône le jeune roi Pierre II de Yougoslavie qui revient sur ce pacte avec l'Axe. Hitler, fou de rage, décide de « raser » ce pays qui lui tient tête. Le 6 avril 1941, l'Axe lance l'opération Châtiment : Belgrade est bombardée sans déclaration de guerre préalable et l'opération fait 17 000 morts, presque exclusivement civils.
Dragoslav, appelé dans l'armée comme médecin lieutenant en avril 1940, est fait prisonnier en Bosnie près de Sarajevo mais s'évade et rentre chez lui à Bor après trois semaines d'errance. Il reprend son travail à l'hôpital où il soigne le capitaine allemand Pook, d'une crise d'appendicite aiguë. Dès son retour, il veut continuer la lutte et recrute des paysans ayant gardé leurs armes pour une éventuelle action future. Mais la Gestapo avait sûrement déjà préparé un dossier sur lui comme sur tous les sympathisants alliés avérés et il était ensuite surveillé par les occupants allemands.
Probablement dénoncé par un Volksdeutsche, il est arrêté le 23 septembre 1941 au soir, emmené à 22 h 15, interrogé et exécuté vers minuit sous un réverbère sur la grande place de Bor, pour motif de « tentative de fuite ». Son corps a été jeté dans une fosse creusée par le gardien du cimetière, sans que sa famille en soit informée. Les Allemands ont ensuite interdit à la population de construire une tombe ou un monument à sa mémoire, afin qu'il ne devienne pas un héros. Dragoslav Milovanovitch fut la première victime de l'occupant à Bor.
En témoignage de sa vie familiale, de médecin et de résistant, le maire de Čačak a inauguré le 15 avril 2006 une plaque à la mémoire de Dragoslav Milovanovitch au mur de son ancienne maison en présence de sa fille Angèle. Le 10 octobre 2006, une seconde plaque a été posée par le maire de Bor à la mémoire de Dragoslav, en présence de son fils Jean-Louis, sur la grande place de la ville où il a été exécuté.